# Lulonga
Lulonga eller Lulongafloden är en flod vid ekvatorn i Kongo-Kinshasa. Floden är cirka 200 kilometer lång. Den börjar i orten Basankusu där floderna Lopori och Maringa möts. Den mynnar i Kongofloden i staden Lulonga. Som farled förbinder den territoriet Basankusu med städerna längs Kongofloden, särskilt under regnperioden.